# 函館アリーナ
函館アリーナ（はこだてアリーナ）は、北海道函館市にあるスポーツ&コンベンション施設（アリーナ）。2015年（平成27年）8月1日オープン。

## 概要
老朽化した函館市民体育館（2015年1月閉館）に替わる施設として湯川公園の敷地を活用して建設した。コンベンション機能も備えた多目的施設になっている。函館出身のバンド、GLAYが2015年（平成27年）7月25日・26日にこけら落とし公演『GLAY Special Live at HAKODATE ARENA GLORIOUS MILLION DOLLAR NIGHT Vol.2』を開催した。なお、初日は濃霧のため一時的に飛行機が函館空港に着陸できないトラブルが発生したため、開演時間を20分遅らせた。アリーナ内にはGLAYが函館市に寄贈したサイン入りギターなどを展示している。
ジャパン・プロフェッショナル・バスケットボールリーグ（B.LEAGUE）に所属しているレバンガ北海道、日本フットサルリーグ（Fリーグ）に所属しているエスポラーダ北海道がホームゲームを開催している。

## 施設
- メインアリーナ（固定観客席2,094席、車椅子席26席）
- サブアリーナ（固定観客席200席、車椅子席8席）
- 武道館（固定観客席60席、3分割可能）
- 多目的会議室2室、スタジオ2室（それぞれ2分割可能）
- 控室2室（63 m²×2、それぞれ2分割可能）
- トレーニングルーム（201 m²）、キッズルーム（101 m²）
- ランニング走路2本（250 m、130 m）
- メインホール、選手ラウンジ、カフェラウンジ、ともえ広場
- 駐車場287台（うち車椅子用駐車スペース6台）
- バリアフリー対応（多目的トイレ12箇所、車椅子対応エレベーター、スロープ、点字ブロック設置）
- 公衆無線LAN完備（全館インターネット接続可能）

## アクセス
函館市民会館に隣接している。
- 函館バス、函館タクシー（函館帝産バス）「市民会館・函館アリーナ前」バス停下車
- 函館市企業局交通部（函館市電）函館アリーナ前停留場から徒歩約3分
- 函館空港から車で約10分[5]
- 函館駅から車で約20分[5]